# ハチカイ
ハチカイは、パッチューネに所属していた日本のお笑いトリオ。

## メンバー
警備員（けいびいん、1992年3月28日 - ）（33歳）
男性。山口県下関市出身。本名、河野 紘周（こうの こうしゅう）。
埼玉大学教育学部卒業。日本大学経商法落語研究会・埼玉大学お笑いサークル無印出身。
大喜利を得意としており、大喜利ライブに多数出演している。
警備員というハンドルネームは中学生の頃から使っており、由来は当時引きこもりで、いわゆる自宅警備員だったから。
ジュウロッカイのネタ作り担当。
2019年から大喜利プレイヤーの田野、ダウ90000のメンバーでもある吉原怜那と共にコントユニット「Conva」としても活動している。
2022年1月から、YouTubeチャンネル「こんにちパンクール」のメンバーとしても活動している。「こんにちパンクール」名義で大喜利プレイヤーのぺるともとともに出場した第6回AUN〜コンビ大喜利王決定戦〜では予選を勝ち上がり、本戦でも優勝を勝ち取った。
2023年9月より体調不調に陥り、復帰時期未定の活動休止状態だったが、同年12月頃より心身の調子を見つつ活動を再開している。

こんぽん（1998年6月21日 - ）（27歳）
女性。東京都出身。本名、根本 夏穂（ねもと かほ）。
日本大学経商法落語研究会・文教大学お笑いサークルびぃんBack出身。劇団の舞台女優としても活動していた。
「こんぽん夏穂」の名義で、アイドルグループ「Re:INCARNATION」のメンバーとしても活動していた。2024年2月に脱退。
2024年3月、マセキ芸能社所属のお笑いコンビ「K」のゆーすとのカップルYouTube「ゆすちまとかほちま」を開始した。
特技は少林寺拳法。

ニシブチ（1997年12月14日 - ）（27歳）
男性。埼玉県出身。
日本大学経商法落語研究会・獨協大学お笑いサークルルナジリオ出身。
ネタ作り担当。
サラリーマンとの兼業芸人。
2025年3月からは、学生時代に組んでいた「クニヤス」（旧名：ヤスクニ）を再結成して活動。

## 来歴
3人はインカレサークルであった日本大学経商法落語研究会で出会った。大学時代は、ニシブチがコンビ「ヤスクニ」でコントを、警備員がコンビ「わりばしペロペロズ」で漫才を、こんぽんがピンネタを行っていた。2020年のNOROSHIにて日本大学経商法落語研究会代表「侠客」として3人とも出場予定だったが、コロナウイルス感染症の拡大により大会が中止となった。ニシブチはヤスクニでプロになりたいと考えていたが、相方が就職を希望したため、ニシブチも一度はプロの芸人になることを諦め就職した。しかし1年ほど経ってから、プロへの道を諦めきれなくなり、大喜利などの活動をしていた警備員を誘った。さらに、ニシブチと警備員では華がないということから、こんぽんを誘いハチカイを結成した。こんぽんは、アイドルグループに所属してデビューを控えていたため一度は加入を断ったが、2人に説得されてアイドルと兼業の形で活動することとなった。
結成してしばらくは、事務所に所属せずフリーとして活動していた。2022年より、パッチューネに所属。
結成1年目の2021年に、キングオブコント準々決勝に進出。2023年にも準々決勝進出を果たしている。
警備員とニシブチのコンビ「ジュウロッカイ」としても活動しており、主に漫才を行う。ジュウロッカイとしてM-1グランプリにも出場している。
2023年9月1日、解散を発表。理由については、こんぽんのアイドル活動が忙しくなり、トリオとしての活動が困難になったためとしている。年内にハチカイ主催のライブを開催し、それを最後の活動とする予定だったが、警備員の体調不良により、ラストライブの開催を順延されている。ハチカイ解散以降のジュウロッカイとしての活動継続は未定としており、また、メンバーの警備員自身も表舞台の活動は続けるものの今後については未定としている。

## 芸風
主にコントを行う。ホラー的な要素が入ることが多い。

## 出演
テレビ
- 開け!キャラクターのとびら きゃらトビ（フジテレビ）
  - 2023年04月09日
  - 2023年04月23日警備員のみ
  - 2023年05月14日こんぽんのみ
  - 2023年05月21日
  - 2023年06月25日
  - 2023年07月30日警備員のみ
  - 2023年08月13日
  - 2023年08月20日警備員のみ
  - 2023年09月03日
  - 2023年09月10日警備員のみ
  - 2023年11月26日ジュウロッカイとして

ラジオ
- マイナビ Laughter Night（TBSラジオ） - 2022年7月8日[25]、2023年2月24日[26]

## 賞レース成績

### キングオブコント
- キングオブコント2021 - 準々決勝進出[2]
- キングオブコント2022 - 2回戦進出[27]
- キングオブコント2023 - 準々決勝進出

### M-1グランプリ（ジュウロッカイとして）
- M-1グランプリ2021 - 2回戦進出[23]
- M-1グランプリ2022 - 3回戦進出[23]

### R-1グランプリ
- R-1グランプリ2023 - 準々決勝進出（警備員）[28]
- R-1グランプリ2024 - 準々決勝進出（警備員）[29]

### その他
- UNDER5 AWARD2023 - 準決勝進出